# Zoltai Gusztáv
Zoltai Gusztáv (szül. Zucker Gusztáv, Újpest, 1935. július 28. – Budapest, 2021. szeptember 19.) a Magyarországi Zsidó Hitközségek Szövetsége (Mazsihisz) ügyvezető igazgatója (1991–2013), a Zsidó Világkongresszus magyarországi elnöke[forrás?], a Magyarországi Zsidó Örökség Közalapítvány (Mazsök) társelnöke[forrás?]. A harmadik Orbán-kormány alatt a Miniszterelnökséget vezető miniszter tanácsadója volt.

## Életpályája

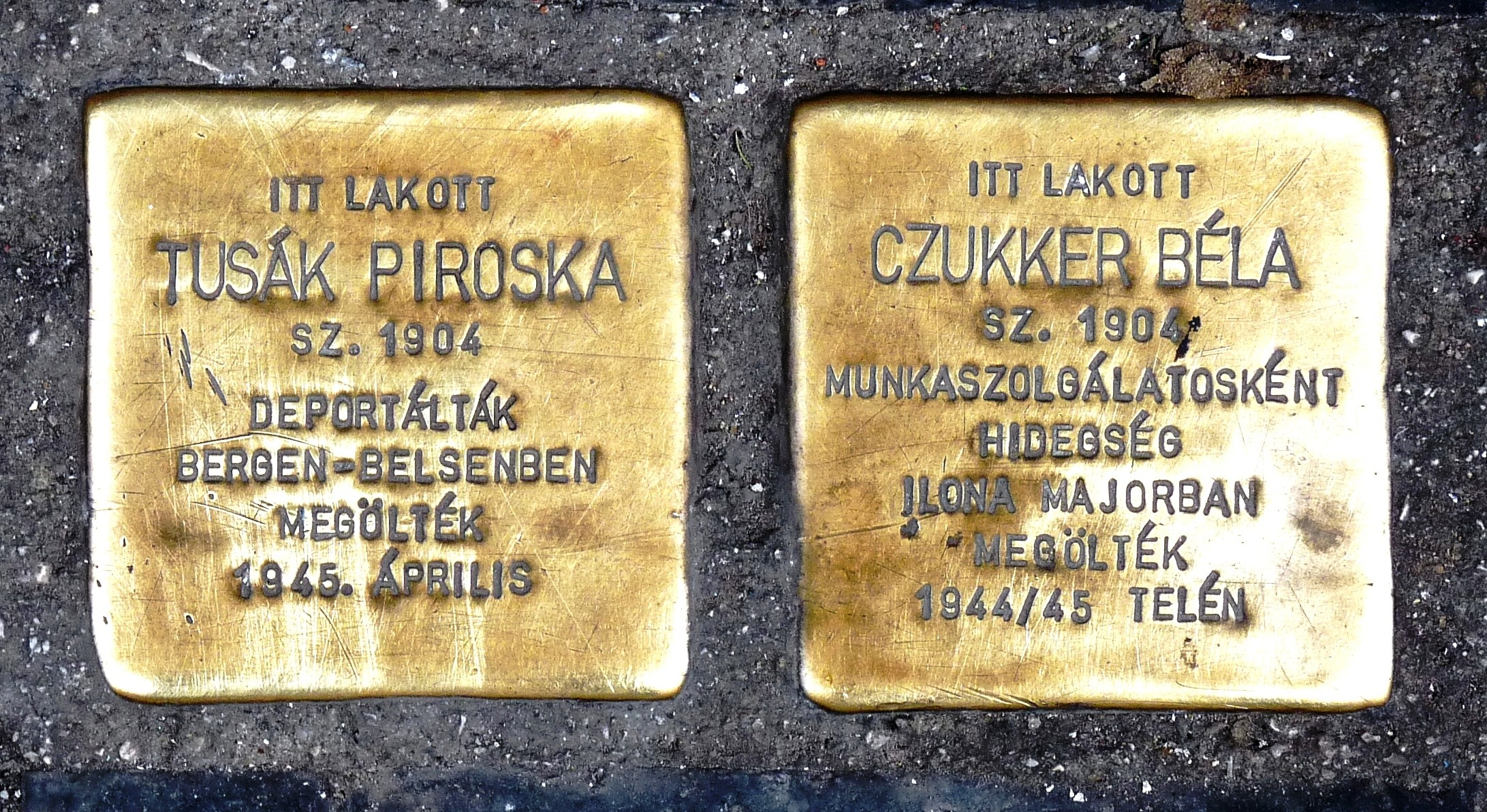
Botlatókövek Zoltai Gusztáv szülei emlékére

Az akkor még Budapesttől független városban, Újpesten született. Szülei Tusák Piroska (1904–1945) és Zucker Béla (1904–1945) voltak; mindkettejüket megölték a holokauszt során.
Zoltai az 1956-os forradalom alatt a MH vitéz Szentgyörgyi Dezső 101. Repülődandáren teljesített katonai szolgálatot. A forradalom után munkásőr lett a Kőbányai Textilgyárban, illetve belépett a kommunista állampártba, az MSZMP-be is. 1959–1967 között a Magyar Hirdető osztályvezetője volt. 1968–1976 között a Mikroszkóp Színpadnál Komlós János művészeti titkáraként tevékenykedett. 1976–1987 között a Várszínház művészeti főtitkára, a Játékszín ügyvezető igazgatója Rigó László keze alatt, ill. a Pesti Vigadó művészeti vezetője volt. 1987-től az Emanuel Alapítvány titkára. 1987–1991 között a Budapesti Zsidó Hitközség kulturális központjának igazgatója. 1989-től a Magyarországi Cionista Szövetség vezetőségi tagja. 1991-től a Magyar Izraeliták Országos Képviselete, illetve a MAZSIHISZ ügyvezető igazgatójává választották. Utóbbi tisztségéről 2014 áprilisában lemondott. 1992-től a Zsidó Világkongresszus v. b. tagja volt. 1997-től a Magyarországi Zsidó Örökség Közalapítvány (MAZSÖK) társelnöke.
Egy időben az Európai Zsidó Kongresszus végrehajtó bizottságának tagja is volt. 1992-ben Landeszmann György budapesti főrabbi mellett ő volt a másik alanya a „bőgatya és fütyülős barack” néven elhíresült interjúnak, amiben Landeszmann a zsidóság és a magyarság kulturális összefonódottságára tett gúnyosnak értelmezhető kijelentést (Zoltai az interjú egy részétől hamar elhatárolta magát). Mivel az egyik legfőbb magyarországi zsidó hitközségi elöljáró, személye a rózsadombi paktumtól kezdve gyakori alakja a rendszerváltás utáni változatos összeesküvés-elméleteknek.

## Kritikák
Az antiszemita hangokon kívül leginkább a hitközségen belülről érték kritikák, miszerint irányításával a Mazsihisz monopolizálta a zsidók reprezentációját a magyar közéletben, illetve az általa a szervezeten keresztül közvetített magyarországi zsidókép roppant egysíkú, egyoldalú és inkább negatív. Szintén sokan vetették szemére munkásőr és MSZMP-s múltját.

## Díjai, elismerései
- Szenes Hanna-díj (1999)[6]
- Erzsébetváros díszpolgára (1999)[6]
- A Magyar Köztársasági Érdemrend középkeresztje a csillaggal (2005)
- Pro Fidelia érdemrend (2006)
- Budapest díszpolgára (2009)